# Роуз Мари
Роуз Мари Мазета (на английски: Rose Marie Mazetta; 15 август 1923 – 28 декември 2017), по-известна като Роуз Мари (на английски: Rose Marie), е американска актриса.

## Живот и кариера
Родена е на 15 август 1923 г. в Манхатън, Ню Йорк. Започва кариерата си на 3-годишна възраст като певица под псевдонима Бебето Роуз Мари. През 1928 г. става звездата на нейно собствено радиошоу и участва в нощни клубове, където пее, танцува и имитира знаменитости. През този период получава прякора „Съкровището на радио вълните“. Според автобиографията на Роуз Мари, „Задръжте розите“, мафиотите Ал Капоне и Бъгси Сийгъл са ѝ помагали в кариерата. През 1929 г. играе в късометражния филм „Бебето Роуз Мари, детето чудо“.
От 1930 до 1938 г. издава 17 песни и участва в други късометражни филми. Към 2017 г. тя е една от последните живи хитови изпълнители от периода преди Втората световна война.
Роуз Мари се завръща към актьорството с бродуейската пиеса Top Banana с Фил Силвърс през 1951 г. Пресъздава ролята си и в едноименния филм от 1954 г., но кариерата ѝ се насочва към телевизията. През периодите 1958 – 1959 и 1960 – 1961 г. играе съответно в „Шоуто на Боб Къмингс“ (в ролята на Марта Рандолф) и „Сестра ми Айлийн“ (в ролята на Бърта).
От 1961 до 1966 г. играе най-известната си роля, сценаристката на ситкоми Сали Роджърс, в „Шоуто на Дик Ван Дайк“. За работата си Роуз Мари е номинирана три пъти за награда „Еми“ в категорията „Най-добра поддържаща актриса в сериал – комедия“. През 2004 г. отново се превъплъщава в ролята в телевизионния филм The Dick Van Dyke Show: Revisited.
След „Шоуто на Дик Ван Дайк“ играе Мърна Гибънс в ситкома „Шоуто на Дорис Дей“ (1969 – 1971 г.) и участва в 629 епизода от телевизионната игра Hollywood Squares през периода 1966 – 1981 г.
От 70-те години до 2012 г. Роуз Мари гастролира в много сериали, измежду които „Петрочели“, „Коджак“, „Кагни и Лейси“, „Мърфи Браун“ и „Криле“. През 1998 г. озвучава г-жа Норма Бейтс в римейка на „Психо“. Също така дава гласа си за анимационните сериали „Истинските ловци на духове“, „2 глупави кучета“, „Хей, Арнолд“ и „Шоуто на Гарфийлд“.

## Личен живот и смърт
Женена е за тромпетиста Боби Гай от 1946 до смъртта му през 1964 г. Семейството има една дъщеря на име Джорджиана, родена през 1947 г.
Роуз Мари умира на 94 години от естествена смърт в дома си на 28 декември 2017 г.